# 日本驻哈尔滨领事官邸旧址
日本驻哈尔滨领事官邸旧址是黑龙江省哈尔滨市的一座历史建筑，位于南岗区果戈里大街292号。

## 历史
日本驻哈尔滨领事官邸旧址建于1920年，由尤·彼·日丹诺夫设计，折衷主義建筑风格。1945年，该建筑被苏军占用。后改为苏联高等音乐学校、苏侨中学。1958年改为黑龙江省外事办公室至今。2007年9月30日，成为哈尔滨市文物保护单位。